# Département de Tizi Ouzou

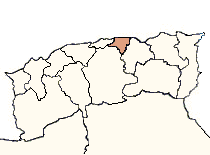
Le département de Tizi-Ouzou, créé par la réforme de 1956.

Le département de Tizi-Ouzou fut un département français d'Algérie entre 1957 et 1962.
Considérée depuis le 4 mars 1848 comme partie intégrante du territoire français, l'Algérie fut organisée administrativement de la même manière que la métropole. C'est ainsi que pendant une centaine d'années, la ville de Tizi Ouzou fut une sous-préfecture du département d'Alger, et ce jusqu'au 28 juin 1956. À cette date ledit département fut divisé en quatre parties, afin de répondre à l'accroissement important de la population algérienne au cours des années écoulées.
L'ancien département d'Alger fut dissous le 20 mai 1957 et ses quatre parties furent transformées en départements de plein droit. Le département de Tizi-Ouzou fut donc créé à cette date, et couvrait une superficie de 5 806 km2 sur laquelle résidaient 800 892 habitants et possédait six sous-préfectures, Azazga, Bordj Menaiel, Bouira, Draâ El Mizan, Fort-National et Palestro.
Le département de Tizi-Ouzou fut maintenu après l'indépendance de l'Algérie, et devint la Wilaya de Tizi-Ouzou en 1968.